# George Furner Langley
George Furner Langley, avstralski general, * 1. maj 1891, † 24. avgust 1971.